# Guilherme de la Roche (senhor de Veligosti)
Guilherme de la Roche foi barão de Veligosti e Damala no Principado da Acaia, e um parente dos reinantes duques de Atena da família de la Roche.

## Vida
O exato parentesco e posição de Guilherme dentro da família la Roche é desconhecido. O estudioso do século XIX da Grécia franca, Karl Hopf, propôs que ele era irmão do segundo duque de Atenas, Guido I de la Roche, que por sua vez era supostamente o sobrinho do fundador do ducado, Otão de la Roche. A pesquisa mais recente estabeleceu que Guido era, de fato, filho de Otão, deixando a identidade de Guilherme uma questão em aberto. Ele poderia ter sido um filho de Ponce de la Roche, irmão de Otão, que anteriormente pensou-se ser pai de Guido, ou alternativamente um filho de Otão como Guido, ou um descendente de outro ramo da família.
Seja qual for sua origem, em torno de 1256 Guilherme tornou-se senhor da Baronia de Veligosti (Miser Guglielmo de Villegorde na história de Marino Sanudo) no Principado da Acaia. A forma exata de aquisição deste feudo é desconhecida. A baronia originalmente pertenceu a família Mons, mas foi provavelmente cedida por Guilherme após Mateus de Mons casar-se com uma princesa bizantina e deixar o principado. Hopf sugeriu que Guilherme pode ter casado com uma irmã de Mateus de Mons. Guilherme também reteve a região de Damala na Argólida como um feudo — aparentemente retirado do Senhorio de Argos e Náuplia, que foi retido por Guido — e os dois domínios de Damala e Veligosti uniram-se sob o mesmo título.
Em 1257–58, envolveu-se na Guerra da Sucessão Eubeia, aliou-se com os triarcas lombardos da Eubeia e a República de Veneza contra seu suserano, o príncipe Guilherme II de Vilearduin. Como ele provavelmente perdeu seu domínio como resultado deste ato de rebeldia, a República de Veneza prometeu-lhe o valor de 1 000 hipérpiros em compensação. No evento, apesar da vitória de Guilherme II na guerra, foi perdoado e recebeu permissão de reter sua baronia no acordo de paz de 1262. Guilherme foi sucedido por Jaime de la Roche, evidentemente seu filho, enquanto no começo do século XIV, Reinaldo de Veligosti, filho de Jaime e Maria Aleman, filha do barão de Patras Guilherme Aleman, é mencionado como "senhor de Damala" (sires de Damalet), após a família perder Veligosti para os bizantinos.